# Qaramanlı
Qaramanlı är en ort i Azerbajdzjan.   Den ligger i distriktet Yevlax Rayonu, i den centrala delen av landet, 240 km väster om huvudstaden Baku. Qaramanlı ligger 103 meter över havet och antalet invånare är 2 230.
Terrängen runt Qaramanlı är platt. Runt Qaramanlı är det ganska tätbefolkat, med 129 invånare per kvadratkilometer.. Närmaste större samhälle är Barda, 16,2 km sydost om Qaramanlı.
Trakten runt Qaramanlı består till största delen av jordbruksmark.